# Favrieux
Favrieux là một xã của Pháp, nằm ở tỉnh Yvelines trong vùng Île-de-France.
Các xã giáp ranh: Fontenay-Mauvoisin về phía bắc, Soindres về phía đông bắc, Flacourt về phía nam và Le Tertre-Saint-Denis và Perdreauville về phía tây.

## Liens externes
- Vue aérienne du territoire communal trên trang mạng của IAURIF Lưu trữ ngày 29 tháng 9 năm 2007 tại Wayback Machine
- Plan d'intendance de la paroisse de Favrieux en 1785 sur le site des Archives des Yvelines Lưu trữ ngày 22 tháng 10 năm 2007 tại Wayback Machine
- Musée du vélo de Favrieux Lưu trữ ngày 29 tháng 9 năm 2007 tại Wayback Machine

Bản mẫu:Tổng Bonnières-sur-Seine
==Tham khảo==